# Dennis Nevolo
Dennis Nevolo, nacido el 22 de diciembre de 1989 (35 años) en Valencia, CA es un tenista profesional estadounidense..

## Carrera
Su mejor ranking individual es el N.º 345 alcanzado el 10 de 20 de 2014, mientras que en dobles logró la posición 416 el 16 de septiembre de 2013.
No ha logrado hasta el momento títulos de la categoría ATP ni de la ATP Challenger Tour, aunque sí ha obtenido varios títulos Futures tanto en individuales como en dobles.